# Pilotrichum debile
Pilotrichum debile är en bladmossart som beskrevs av Bescherelle 1876. Pilotrichum debile ingår i släktet Pilotrichum och familjen Daltoniaceae. Inga underarter finns listade i Catalogue of Life.